# Gottfried Porstendorfer
Walter Gottfried Porstendorfer (* 23. November 1929 in Chemnitz; † 5. November 2001 in Freiberg) war ein deutscher Geophysiker und Hochschullehrer.

## Leben
Gottfried Porstendorfer legte 1948 in Chemnitz die Reifeprüfung ab. Er arbeitete danach als Grubenarbeiter in Oelsnitz/Erzgeb. und absolvierte Praktika am Geophysikalischen Observatorium Collm sowie am Geomagnetischen Observatorium in Niemegk. Im Jahr 1949 trat er der National-Demokratischen Partei Deutschlands bei. 1951 beendete er seine Mitgliedschaft, trat aber 1963 wieder in diese Partei ein.
Ab 1949 studierte er Geophysik, zunächst an der Universität Leipzig und ab 1951 an der Bergakademie Freiberg, wo er 1954 das Diplom erwarb. Anschließend arbeitete er als Leiter eines seismischen Messtrupps des VEB Geophysik in Mecklenburg. Im September 1956 nahm er bei Otto Meißer am Institut für Angewandte Geophysik der Bergakademie Freiberg eine Stelle als wissenschaftlicher Assistent an. 1960 wurde er zum Dr. rer. nat. promoviert, im gleichen Jahr setzte er seine Forschungen zur Magnetotellurik an der Freiberger Arbeitsstelle für Praktische Geophysik der Akademie der Wissenschaften der DDR fort. 1964 wurde er habilitiert.
1965 wurde Gottfried Porstendorfer nebenamtlicher Dozent für Angewandte Geophysik an der Bergakademie. Am 1. September 1966 wurde er zum Professor mit Lehrauftrag berufen, 1969 wurde er ordentlicher Professor für Angewandte Geophysik. Er wirkte von 1968 bis 1975 als stellvertretender Direktor für Forschung an der Sektion Geowissenschaften und war von 1981 bis 1984 stellvertretender Sektionsdirektor für Erziehung, Aus- und Weiterbildung. Am 1. Juni 1990 wurde er aus gesundheitlichen Gründen vorzeitig emeritiert. Er starb 2001 in Freiberg. Sein Grab befindet sich auf dem Donatsfriedhof.

## Veröffentlichungen (Auswahl)
- Tellurik. Grundlagen und Anwendungen. Diplomarbeit, 1954 (Digitalisat)
- Tellurik. Grundlagen, Meßtechnik und neue Einsatzmöglichkeiten. Dissertation, 1961 (Digitalisat)
- Methodische und apparative Entwicklung magneto-tellurischer Verfahren mit Anwendung auf die Tiefenerkundung im Bereich der norddeutschen Leitfähigkeitsanomalie. Habilitationsschrift, 1964
- Principles of magneto-telluric prospecting (Berlin, 1975)